# Abílio Fernandes (político)
Abílio Fernandes (Pelotas, 5 de março de 1901 — ?) foi um político brasileiro. Exerceu o mandato de deputado federal constituinte pelo Rio Grande do Sul em 1946.

## Início da Carreira Política
Nascido na cidade de Pelotas, Rio Grande do Sul, Abílio Fernandes passou a integrar sindicatos livres ainda jovem. Filho de um casal de operários, ele se filiou ao Sindicato dos Operários Metalúrgicos em 1932.
No ano seguinte representou a instituição, organizada pelo Ministério do Trabalho, Indústria e Comércio, nas eleições do deputado classista à Assembleia Nacional Constituinte de 1934.

Em 1935 foi eleito como tesoureiro da Aliança Nacional Libertadona (ANL) em Pelotas, cargo no qual permaneceu por cinco meses, até julho do mesmo ano, quando a associação foi extinta pelo governo de Getúlio Vargas. Abílio continuou envolvido com causas sindicais, chegando a liderar greves. Foi processado e preso em 1941, condenado a cumprir dois anos de prisão.